# MLT-3
MLT-3 (Multi Level Transmission — 3) — один из способов линейного кодирования (физического кодирования, канального кодирования, импульсно-кодовая модуляция). Применяется для представления сигнала в соответствие с передаваемыми данными, представленных в цифровом виде. Сигнал на выходе кодирующего устройства в соответствие кодом MLT-3 представлен тремя потенциальными уровнями. Способ кодирования заключается в переключении уровня сигнала при поступлении логической «единицы». Информационный переход осуществляется в значащий момент времени, по переднему фронту. При этом, полоса частот получается меньше, чем при кодировании NRZ кодом. Синхронизация приемника и передатчика осуществляется в моменты времени, когда на вход кодирующего устройства поступает логическая «единица», для эффективного применения стараются использовать кодируемое сообщение состоящее из максимально большого количества логических «единиц». Метод разработан Cisco Systems для использования в сетях FDDI на основе медных проводов, известных как CDDI. 

## Недостатки
- Самосинхронизация хуже по сравнению с Манчестер-II, RZ, поскольку синхронизация не осуществляется в период времени, когда передается последовательность представленная логическими нулями. Проблему синхронизации приходится решать с помощью преобразования данных исключая длинные последовательности из логических «нулей»;
- Реализация трех логических уровней сложнее, чем реализация двух уровней.

## Преимущества
- В сравнение с кодированием NRZ синхронизацию приёмника и передатчика можно выполнить при последовательной передаче логических «нулей».

## Применение
- FDDI
- Fast Ethernet 100BASE-TX[1].